# Historia calamitatum
De Historia calamitatum  ('Het verhaal van mijn rampspoed') of Abaelardi ad amicum suum consolatoria ('Troostbrief van Abaelardus aan zijn vriend') is een autobiografische brief van Petrus Abaelardus aan een anonieme vriend. Dit werk uit de 12e eeuw gaat vooraf aan de eigenlijke Brieven van Abélard en Héloïse.

## Inhoud
Het verhaal vangt aan met zijn jeugd waarin hij van zijn vader de liefde voor de letteren heeft meegekregen. Na een rondreis vol dialectische twistgesprekken over de filosofie kwam hij terecht in Parijs waar hij onderricht kreeg van Willem van Champeaux. Na een aantal conflicten met zijn leraar, die voortkwamen uit diens jaloezie, richtte Abélard een eigen school op te Melun, die even later verhuisd werd naar Corbeil.
Na een periode van ziekte wegens te veel gewerkt, keerde hij terug naar zijn oude leraar, die zich in een klooster had teruggetrokken, om lessen in de retorica te volgen. Opnieuw volgden er enkele botsingen, dit keer over de universalia. Weer stichtte Abélard een school, namelijk op de Montagne Sainte-Geneviève in Parijs.
Vervolgens moest hij wegens enkele verwikkelingen thuis, terugkeren naar zijn geboorteplaats waar hij een studie theologie aanvatte bij Anselmus van Laon. Ook deze leraar overtroefde hij, met als gevolg jaloezie en de daarbij horende problemen. Om daaraan te ontsnappen keerde hij terug naar Parijs, waar hem de leerstoel van zijn eerste leraar werd aangeboden. In deze periode doceerde hij filosofie en theologie, maar bovenal werd hij verliefd op Héloïse, het nichtje van een kanunnik. Geruime tijd kon de verhouding geheim blijven tot echter Héloïse zwanger bleek te zijn en een zoon baarde, Astralabius. Haar oom dwong hen tot een huwelijk, maar Héloïse hield een heel betoog tegen Abélard om dit te voorkomen. Uiteindelijk zijn ze toch getrouwd. Dadelijk daarna bracht Abélard haar naar een klooster te Argenteuil. Héloïse’s oom zon op wraak en liet Abélard in zijn slaap castreren. Abélard voegde aan zijn brief een jammerklacht toe over zijn verloren gewaande toekomst.
Uiteindelijk trad hij in in de abdij van Saint-Denis en verhuisde even later naar een priorij ervan. Daar legde hij zich toe op de studie van het Heilige Schrift en schreef ‘Over de Eenheid en Drie-eenheid Gods’. De daarin neergeschreven ideeën werden veroordeeld op het concilie van Soissons, het werk van Alberic en Lotulf, die al zijn tegenstanders waren ten tijde van zijn studie onder Anselmus van Laon. Naast de veroordeling van zijn werk werd Abélard zelf verplicht om in de Sint-Medardusabdij (te Soissons) te blijven. Enkele dagen later werd dit vonnis reeds afgezwakt en mocht hij terugkeren naar Saint-Denis.
Daar kwam hij echter in conflict met zijn medebroeders wegens zijn uitspraken over Dionysios, die symbool staat voor Saint-Denis. Hij vluchtte weg richting Troyes waar hij een bidkapel ter ere van de Heilige Drie-eenheid bouwde, Le Paraclet genaamd. Groepen studenten stroomden toe en bouwden hutjes als verblijfplaats rond de kapel. Hierop voegde hij een verdediging van de naam van de kapel, die maar één deel van de Drie-eenheid aanroept, wat verboden is, toe. 
Uit angst voor kerkelijke straffen aanvaardde hij de functie van abt van het verdorven klooster Saint-Gildas-de-Rhuys. Daar wachtten hem enkele vreselijke jaren waarin hij tevergeefs poogde de monniken weer op het rechte pad te krijgen.
Toen het nonnenklooster te Argenteuil ontruimd werd, waar Héloïse nog altijd vertoefde, bood hij haar en enkele zusters de kapel aan. Zelf werd hij hun geestelijk verzorger om zo aan Saint-Gildas te ontsnappen. Geroddel over hem en Héloïse was de aanzet voor een nieuw betoog. In Saint-Gildas wist hij aan een aantal aanslagen op zijn leven te ontsnappen.
Als afsluiting van zijn brief vergeleek hij zijn eigen rampen met die van zijn vriend. Er volgde nog een bemoediging die inhield dat iedereen zich naar Gods wil moet schikken. Daarbij moest onthouden worden dat de mens door God is afgekeurd, dus dat een afkeuring door de mens niet noodzakelijk iets slecht is.

## Auteurschap
Rond de auteursvraag heeft zich vanaf eind 19e eeuw een heel debat ontsponnen. Sommigen menen dat de brievenreeks geschreven is door Héloïse, anderen schrijven haar toe aan Jean de Meun, een Frans schrijver uit de 13e eeuw, nog anderen wijzen op nog een andere onbekende. Meestal wordt echter aangenomen dat het een autobiografie is van Petrus Abaelardus, ontstaan tijdens diens verblijf in het klooster Saint-Gildas-de-Rhuys omstreeks 1132.

## Handschriften
Er zijn negen handschriften met de Latijnse versie en één handschrift met een Franse vertaling overgebleven. Van de Latijnse wordt het beste handschrift te Troyes bewaard. Ook de Franse vertaling van Jean de Meun werd meermaals gebruikt bij wetenschappelijke uitgaven.
- TROYES, Bibliothèque municipale, ms. 802, fol. 1r-18v: PETRUS ABAELARDUS, Abaelardi ad amicum suum consolatoria.

## Uitgaven en vertalingen
- PETRUS ABAELARDUS, Historia Calamitatum, J. MONFRIN ed., 3e uitg., Parijs, 1967.
- PETRUS ABAELARDUS en HELOISE, The letters of Abelard and Heloise (Penguin Classics), J.T. MUCKLE ed. en B. RADICE vert., Londen, 2003.
- De briefwisseling met Héloïse, vertaald en toegelicht door Chris Tazelaar, 1998.
- Het verhaal van mijn rampspoed, vertaald en ingeleid door István Bejczy, 2011. ISBN 9789061006473